# Vladimir Aleksandrovich Kostitzin
Vladimir Alexandrovitch Kostitzin (Iefremov, 1883 – 1963) foi um biomatemático russo.

## Biografia
Depois de estudar matemática fundamental na França, retornou à Rússia e voltou-se para astronomia, astrofísica e cosmologia. Simpatizante ativo do regime soviético, tornou-se diretor do Instituto de Física do Globo de Moscou, em 1927.
Em 1928, imigrou definitivamente para a França.
Foi interessado principalmente em questões biológicas e um dos pioneiros da biologia matemática. Com o italiano Vito Volterra, do qual foi um correspondente frequente, Kostitzin usou representações analíticas nas quais a aleatoriedade não entrava em consideração. Kostitzin também manteve contato com alguns biólogos evolucionistas como Georges Teissier, membro da station biologique de Roscoff, onde sua mulher Julia havia trabalhado. Esses contatos pessoais e profissionais o levaram ao CNRS assim que foi criado, em 1937, e à publicação no mesmo ano de um livro inteiramente dedicado à biologia matemática.
Foi palestrante convidado do Congresso Internacional de Matemáticos em Toronto (1924).